# クロアチアのイスラム教
本項目ではクロアチアのイスラム教について記述する。

## 概要
オスマン帝国時代に伝来し、現在では総人口の約1.5%が信仰。国内のイスラム系住民は国家により公式に認知されている。

## 歴史

### オスマン帝国時代
15世紀から19世紀にかけて、トルコ系のオスマン帝国がクロアチアの一部を征服すると、文明の痕跡を深く残すこととなる。捕虜やデヴシルメ制度を通じて、イスラム教に改宗したクロアチア人は無数におり、ヨーロッパ側のオスマン帝国最西端の国境は、クロアチア人の土地となることが確定した。1519年、クロアチアはレオ10世により「キリスト教の防御者」と呼ばれるに至った。
オスマン帝国における高官の歴史的名称の多くは、クロアチア人が起源となっていることを表している。例えば、ヴェリ・マフムード・パシャ（マフムート・パシャ・ヒルワート）やリュステム・パシャ（ルステム・パシャ・フルヴァト=オプコヴィチ）、ピヤール・パシャ（ピジャリ・パシャ・フルヴァト）らの「ヒルワート」や「フルヴァト」とは、クロアート人を意味するクロアチア語の名称である。
なお、この時代「クロアート人」や「セルブ人」といった語を巡っては混乱が少なからずあり、「クロアート人」は南スラヴ地域出身者を指したものであった。
1553年、ローマ・カトリック教会枢機卿のアントゥン・ヴランチッチや外交官のフランジョ・ザイが、オスマン帝国と和平条約の締結に向け話し合うべく、ハンガリー王国の使節としてイスタンブールを来訪した。両者がリュステム・パシャと儀礼的な挨拶を行っている最中、通訳とトルコ語で交わされた会話は突如中断を余儀なくされた。リュステム・パシャが両者ともクロアチア語を話せるかどうかを尋ねたためである。通訳はその後お役御免となり、交渉の全過程がクロアチア語で行われてゆく。
旅行家で作家のマルコ・A・ピガフェッタはロンドンで刊行した自著『イティネラリオ』（1585年）の中で、「コンスタンティノープル（イスタンブール）では、帝国のほぼ全ての高官、特に軍人が理解する言語である、クロアチア語を話すのが習慣となっている」と言わしめている。

### 19世紀以降
現在のクロアチア共和国の領域では、ムスリムが1931年の国勢調査で初めて認知される。人数自体は4000人程度しかいなかったものの、1239人がザグレブに居住した。第二次世界大戦期のザグレブのイスラム教法典解説者は、イスメット・ムフティッチであった。1945年パルチザンにより処刑された。
クロアチア人民共和国時代における、登録したムスリムの数は以下の通りである。
- 1077人 - 1948年
- 16185人 - 1953年
- 3113人 - 1961年

ムスリム系住民は1960年代、ユーゴスラビア社会主義連邦共和国内の一民族として「ボシュニャク人」と認知されることを支持した。1974年ユーゴスラビア憲法ではムスリムを一民族として正式に認知しているため、宗教的な背景とは別に、ムスリム人という分類を受け入れることとなる。例えば、連邦首相を務めたドジェマル・ビジェディッチは「ムスリム」でありながら無神論者であった。
ムスリム人という新たな分類の導入により、自らをムスリムと名乗る者の数が以下の通り急増している。
- 18487人 - 1971年
- 23740人 - 1981年
- 43486人 - 1991年

1931年から1961年までの国勢調査の間に記録された数に基づくと、自らをクロアート人か南スラヴ人と名乗るムスリムが、かなりの数に上ったと言えるかも知れない。
ユーゴスラビア崩壊以後、ボスニア紛争中やその後に発生したボスニア系ムスリムの流入により、ムスリムの数が増え続けてゆく。2001年にクロアチアが行った国勢調査によると、総人口の1.3%に当たる56777人がイスラム教を信仰しているという。
以下の民族集団はムスリムと推定されている。
- ボシュニャク人（20755人）[6][7]
- ムスリム人（19677人）[7]
- トルコ人（300人、0.01%）[7]
- クロアート人やアルバニア人（15082人、0.34%）[6][7]、あるいはロマ（9,463、0.21%）[6][7]と名乗る残りの16345人[5]

## 統計

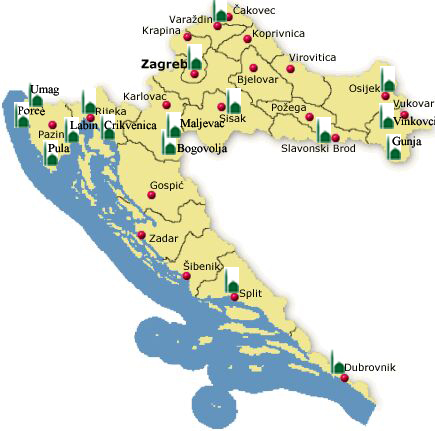
クロアチア国内にあるムスリムの礼拝所

2011年のデータでは総計62977人のムスリム（総人口の1.47%）がいるが、以下の民族集団に分かれている
- 27,959人 - ボシュニャク人
- 9647人 - クロアート人
- 9594 - アルバニア人
- 6704人 - ムスリム人
- 5039人 - ロマ
- 2361人 - その他
- 762人 - 不明
- 343人 - トルコ人
- 217人 - マケドニア人
- 159人 - モンテネグロ人

## 現在

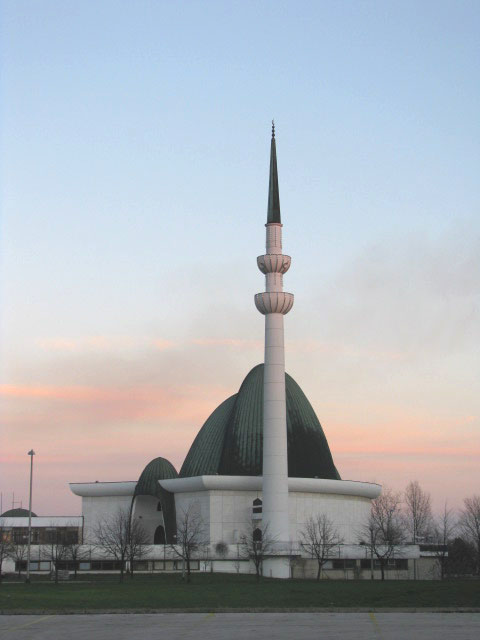
ザグレブモスク

首都ザグレブには、オスマン帝国時代には一つもなかったものの、ヨーロッパ最大のモスクの一つがある（ザグレブはオスマン帝国に占領されたことは一度もない）。
リエカに2013年5月、新たなモスクが誕生した。ムスリム系住民はオシエクやシサクにもモスクを建設する予定という。